# Stari Trstenik
Stari Trstenik (cyr. Стари Трстеник) – wieś w Serbii, w okręgu rasińskim, w gminie Trstenik. W 2011 roku liczyła 646 mieszkańców.